# Saint-Pellerin (Eure y Loir)
Saint-Pellerin era una comuna francesa del departamento de Eure y Loir, ubicado en la región de Centro-Valle del Loira, que el 1 de enero de 2017 pasó a formar parte de la comuna nueva de Vald'Yerre al fusionarse con las comunas de Arrou, Boisgasson, Châtillon-en-Dunois, Courtalain y Langey.

## Demografía
| Gráfica de evolución demográfica de Saint-Pellerin entre 1800 y 2014 |
|                                                                      |

Los datos demográficos contemplados en este gráfico de la comuna de Saint-Pellerin se han cogido de 1800 a 1999 de la página francesa EHESS/Cassini, y los demás datos de la página del INSEE.